# Diego
Diego er et drengenavn, der er en spansk afledning af det hebraiske navn Yaʿqob (Jacob), fra Jakob den Ældre, via Sant Yago til Santiago og stednavnet San Diego.
Diego er populært i de spansktalende dele af verden og også i det sydlige Italien (hvilket også gør sig gældende for andre spanske navne som f.eks. Fernando), pga. den spanske indflydelse på Kongedømmet Napoli i slutningen af middelalderen. I Danmark er navnet kun sporadisk anvendt, idet blot 139 danskere bærer navnet i 2013 ifølge Danmarks Statistik. 

## Kendte personer med navnet
- Diego Ribas da Cunha (Diego), brasiliansk fodboldspiller.
- Diego Forlán, uruguayansk fodboldspiller.
- Diego Maradona, argentinsk fodboldspiller.
- Diego Rivera, mexicansk maler.
- Diego Tur, dansk fodboldspiller.
- Diego Velázquez, spansk maler.
- Diego Luna, mexicansk skuespiller

## Andre anvendelser
- San Diego, en by i USA